# The Xperience
The Xperience è il primo residency show della cantante Christina Aguilera. Si è svolto presso lo Zappos Theatre del Planet Hollywood di Las Vegas dal 31 maggio 2019 al 21 novembre 2020, per un totale di 30 spettacoli.

## Informazioni
La cantante annunciò lo show in diretta tv il 29 gennaio 2019 al The Ellen DeGeneres Show, affermando "Sono stata ad accumulare idee e concetti per anni, e porterò le persone in questo viaggio usando l'immaginazione, la strabiliante esperienza teatrale, il canto, le immagini e l'energia ininterrotta. Non vedo l'ora di portarvi nella Xperience".
Dei biglietti venduti, un dollaro verrà donato ad un'associazione senza scopo di lucro del Nevada del Sud chiamata "The Shade Tree", che funge da rifugio per donne e bambini.

## Sinossi
Lo show comincia con un video proiettato sul sipario del palco, che mostra un viaggio nello spazio mentre la voce dell'artista dà il benvenuto al pubblico. Successivamente il palco viene rivelato, con i ballerini che entrano in scena e si radunano attorno ad una grande sfera luminosa mentre I Feel Love di Donna Summer suona come un'intro. In seguito la sfera si apre e Christina Aguilera compare in scena con indosso un grande abito bianco, eseguendo un breve remix di Your Body che poi lascia spazio a Not Myself Tonight, eseguita fuori dalla sfera aperta insieme ai ballerini. Il brano successivo, risalente ai suoi esordi, è Genie in a Bottle, in una nuova versione con anche elementi rock. Chiude questo atto una versione acustica di Reflection. 
Dopo un interludio chiamato Golden Queen, la cantante ritorna sul palco, seduta su un trono e indossando un abito dorato, per eseguire Dirrty. La performance comprende anche delle fiamme sparate nello sfondo. Segue un medley di Vanity, Express e Lady Marmalade, durante il quale sullo sfondo viene proiettato un video dove l'artista fa delle movenze sexy mentre passa per una tenda.
Il terzo atto si apre con un video a tema "female empowerment", mentre si può udire il brano Fall in Line. Al termine di quest'ultimo, la cantante torna sul palco insieme ai ballerini ed esegue Can't Hold Us Down, alla quale segue Sick of Sittin'. Per la performance, l'artista e i ballerini indossano dei lunghi abiti neri. Il tema di questa sezione cambia con il brano Maria, durante la quale la cantante sta in cima ad una scala luminosa con alle spalle un finto cielo azzurro, mentre i ballerini stanno più in basso vestiti di blu ed eseguono la coreografia. Successivamente Christina canta Twice, mentre sullo schermo compaiono il testo della canzone e le vetrate colorate di una chiesa. I ballerini lasciano il palco e la cantante fa un breve discorso, per poi eseguire una cover di Whitney Houston: I Love the Lord, tratta dal film Uno sguardo dal cielo (1996). I brani seguenti sono un medley di What a Girl Wants e Come on Over Baby (All I Want Is You), eseguito insieme alle coriste, e Ain't No Other Man, per la quale arrivano anche i ballerini e lo schermo diventa totalmente bianco.
Successivamente comincia Say Something, comprendente anche un uomo che canta il brano insieme all'Aguilera. Dopo un interludio, l'artista esegue Candyman, mixata per l'occasione alla celebre I Want Candy, con indosso un abito nero a particolari rosa e un grande cappotto fucsia. Per il medley di Woohoo, Bionic e Elastic Love rimane lo stesso tema stile "mondo di caramelle" del brano precedente, mentre l'artista e i ballerini eseguono la coreografia.
L'ultimo atto si apre con Telepathy che fa da interlude, passando poi ad Accelerate, eseguita con degli abiti neri raffiguranti delle "X". Segue un medley di  Feel This Moment e Desnudate. Viene poi proiettato un video che mostra Christina aggirarsi in una sala cinema buia e vuota per poi sedersi in una delle poltrone, al termine del quale comincia Beautiful. Per la performance, l'artista indossa un grande abito rosso, come nel video d'introduzione per il brano. Chiudono lo show la hit Fighter, accompagnata da getti di fumo sparati da sotto il palco, e l'inno all'amore Let There Be Love, al termine del quale la Aguilera saluta il pubblico e si ritira dietro le quinte.

## Scaletta
Questa scaletta è relativa alla data del 31 maggio 2019, non a tutte le date dello show:
I Feel Love (intro)
1. Your Body / Not Myself Tonight
2. Genie in a Bottle
3. Reflection

Golden Queen (interlude)
1. Dirrty
2. Vanity / Express / Lady Marmalade

Fall in Line (interlude)
1. Boys Wanna Be Her / Can't Hold Us Down
2. Sick of Sittin'
3. Maria
4. Twice
5. I Love the Lord
6. What a Girl Wants / Come on Over Baby (All I Want Is You)
7. Ain't No Other Man

You Are What You Are (Beautiful) (interlude)
1. Say Something

Glam (interlude)
1. I Want Candy / Candyman
2. Woohoo / Elastic Love / Bionic

Telepathy (interlude)
1. Accelerate
2. Feel This Moment / Desnudate
3. Beautiful
4. Fighter
5. Let There Be Love

### Variazioni
- A partire dalla data del 20 settembre 2019, i brani Not Myself Tonight, I Love the Lord e Elastic Love non vennero più eseguiti, mentre Bionic divenne il secondo brano ad essere eseguito e Moves like Jagger venne aggiunta alla scaletta.

## Date
| Data              | Biglietti disponibili / Biglietti venduti | Incasso     |
| Prima Tappa       | Prima Tappa                               | Prima Tappa |
| ----------------- | ----------------------------------------- | ----------- |
| 31 maggio 2019    | 24.988 / 32.042                           | $3.978.466  |
| 1º giugno 2019    | 24.988 / 32.042                           | $3.978.466  |
| 5 giugno 2019     | 24.988 / 32.042                           | $3.978.466  |
| 7 giugno 2019     | 24.988 / 32.042                           | $3.978.466  |
| 8 giugno 2019     | 24.988 / 32.042                           | $3.978.466  |
| 13 giugno 2019    | 24.988 / 32.042                           | $3.978.466  |
| 15 giugno 2019    | 24.988 / 32.042                           | $3.978.466  |
| 16 giugno 2019    | 24.988 / 32.042                           | $3.978.466  |
| Seconda Tappa     |                                           |             |
| 20 settembre 2019 | 27.756 / 32.308                           | $3.702.768  |
| 21 settembre 2019 | 27.756 / 32.308                           | $3.702.768  |
| 24 settembre 2019 | 27.756 / 32.308                           | $3.702.768  |
| 27 settembre 2019 | 27.756 / 32.308                           | $3.702.768  |
| 28 settembre 2019 | 27.756 / 32.308                           | $3.702.768  |
| 2 ottobre 2019    | 27.756 / 32.308                           | $3.702.768  |
| 4 ottobre 2019    | 27.756 / 32.308                           | $3.702.768  |
| 5 ottobre 2019    | 27.756 / 32.308                           | $3.702.768  |
| Terza Tappa       |                                           |             |
| 28 dicembre 2019  | 8.720 / 10.894                            | $1.050.939  |
| 30 dicembre 2019  | 8.720 / 10.894                            | $1.050.939  |
| 31 dicembre 2019  | 8.720 / 10.894                            | $1.050.939  |
| Quarta Tappa      |                                           |             |
| 26 febbraio 2020  | 14.211 / 16.683                           | $1.511.851  |
| 29 febbraio 2020  | 14.211 / 16.683                           | $1.511.851  |
| 4 marzo 2020      | 14.211 / 16.683                           | $1.511.851  |
| 6 marzo 2020      | 14.211 / 16.683                           | $1.511.851  |
| 7 marzo 2020      | 14.211 / 16.683                           | $1.511.851  |
| Quinta Tappa      |                                           |             |
| 11 novembre 2020  | N.D.                                      | N.D.        |
| 13 novembre 2020  | N.D.                                      | N.D.        |
| 14 novembre 2020  | N.D.                                      | N.D.        |
| 18 novembre 2020  | N.D.                                      | N.D.        |
| 20 novembre 2020  | N.D.                                      | N.D.        |
| 21 novembre 2020  | N.D.                                      | N.D.        |
| Totale            | 75.675 / 91.927 (82%)                     | $10.244.024 |

## Cancellazioni
| Data             | Causa            |
| ---------------- | ---------------- |
| 27 dicembre 2019 | Motivi di salute |
| 28 febbraio 2020 | Problemi tecnici |